# Riverbank (California)
Riverbank, fundada en 1922, es una ciudad ubicada en el condado de Stanislaus en el estado estadounidense de California. En el año 2008 tenía una población de 20,606 habitantes y una densidad poblacional de 1,906.7 personas por km².

## Geografía
Riverbank se encuentra ubicada en las coordenadas 37°43′53″N 120°56′37″O / 37.73139, -120.94361. Según la Oficina del Censo, la ciudad tiene un área total de 8,3 km² (3,2 mi²), de la cual 8,2 km² (3,2 mi²) es tierra y 0,2 km² (0,1 mi²) (2.51%) es agua.

## Demografía
Según la Oficina del Censo en 2000 los ingresos medios por hogar en la localidad eran de $44,668, y los ingresos medios por familia eran $47,411. Los hombres tenían unos ingresos medios de $36,370 frente a los $29,012 para las mujeres. La renta per cápita para la localidad era de $14,972. Alrededor del 12.3% de la población estaban por debajo del umbral de pobreza.